# 北横引河
北横引河是上海市崇明區北部的一条河流。东西向骨干河道。该河自西始于新建港，途径新海、长征等农场东于团旺北路接一河流，全长约84公里。2002年起分三期对北横引河疏通整治，共投资9.2亿元。一期工程投资3.98亿元，整治范围自鸽龙港至堡镇港，共开挖30.87公里河道并修建13座桥梁，于2005年3月4日完成通过验收。二、三期工程总投资5.14亿元，包括2.44亿元动拆迁费和2.7亿工程费，于2003年11月开工，项目疏通河道53公里，新建23座桥梁和14座水闸，于2007年4月完工。整治工程增强了崇明岛的防汛能力，保证了淡水供应量并且能够改善水质。